# Orthosia kenderesiensis
Orthosia kenderesiensis là một loài bướm đêm trong họ Noctuidae.